# ليديا داراغ
ليديا داراغ (بالإنجليزية: Lydia Darragh) هي جاسوسة أمريكية، ولدت في 1728 في دبلن في جمهورية أيرلندا، وتوفيت في 28 ديسمبر 1789 في فيلادلفيا في الولايات المتحدة.

## وصلات خارجية
- ليديا داراغ على موقع الموسوعة البريطانية (الإنجليزية)